# 유동부채
유동부채(流動負債, 영어: current liability)는 만기가 1년 이내 도래하는 부채를 말한다.
유동부채의 종류는 단기차입금, 매입채무, 당기법인세부채(미지급법인세), 미지급금, 미지급비용, 선수금, 선수수익, 예수금, 유동성장기부채 등이 있다.